# Tanaecia ampla
Tanaecia ampla är en fjärilsart som beskrevs av Butler 1901. Tanaecia ampla ingår i släktet Tanaecia och familjen praktfjärilar. Inga underarter finns listade i Catalogue of Life.